# Proteina disaccoppiante
Una proteina disaccoppiante (UCP, acronimo per l'inglese uncoupling protein) è una proteina della membrana mitocondriale interna che è un canale protonico o una proteina trasportatrice. È in grado di dissipare il gradiente protonico generato dal NADH tra la matrice mitocondriale e lo spazio intermembrana mitocondriale. L'energia dissipata non viene utilizzata per lavoro biochimico e viene dispersa sotto forma di calore; difatti le UCP sono associate alla termogenesi. Le UCP sono localizzate nella stessa membrana dell'ATP sintasi, che è anch'essa un canale protonico; le due proteine lavorano in parallelo, l'una generarando ATP da ADP e fosfato inorganico (il passaggio finale della fosforilazione ossidativa), l'altra generando calore. Le proteine disaccoppianti giocano un ruolo nei normali processi fisiologici, quali l'esposizione al freddo o l'ibernazione, in quanto l'energia è impiegata per generare calore piuttosto che ATP.

## Nei mammiferi
Esistono cinque tipi noti di proteine disaccoppianti nei mammiferi:
- UCP1, nota come termogenina
- UCP2
- UCP3
- SLC25A27, nota come UCP4
- SLC25A14. nota come UCP5

Le proteine disaccoppianti sono incrementate dagli ormoni tiroidei, dall'adrenalina, dalla noradrenalina e dalla leptina.

## Nelle piante
Alcune specie botaniche (ad esempio Symplocarpus foetidus) usano il calore generato dalle UCP per scopi specifici: p.e., mantenere proprie parti a temperatura maggiore di 20 °C rispetto all'esterno, o emanare odori per attirare insetti a scopo impollinatorio.

## Altri agenti disaccoppianti
Altre sostanze, come il 2,4-dinitrofenolo e il carbonil cianuro m-clorofenil idrazone, sortiscono lo stesso effetto disaccoppiante e sono considerate tossiche; anche l'acido salicilico è un agente disaccoppiante e, se assunto in eccesso, diminuisce la produzione di ATP e innalza la temperatura corporea.